# Pro Basketball League
La Pro Basketball League (PBL), también conocida por motivos de patrocinio como EuroMillions Basketball League, es la máxima competición de baloncesto de Bélgica. Fue fundada en 1928 y cuenta en la actualidad con 10 equipos.

## Licencias
Todos los equipos que juegan en la PBL todos tienen que obtener una licencia para jugar en la liga . Hay tres tipos de licencias :
- Licencia-A : Para los equipos que tienen un presupuesto de más de € 1.000.000 . Esta licencia puede ayudar a que juegues las competición europea.
- Licencia-B : Equipos con al menos un presupuesto de € 750.000. Los equipos con esta licencia no pueden jugar competiciones europeas.
- Licencia-C : Equipos con un presupuesto de al menos € 400.000. Estas licencias no permiten a los equipos jugar competición europea y tienen que sustituirla por una Licencia-B después de dos años.

## Formato y Reglas
La PBL se jugaba por las reglas internacionales de la FIBA. Desde la temporada 2014-15 BLB tiene un nuevo formato. En la temporada regular, todos los equipos juegan entre sí primero en casa y después fuera . Después de esa primera ronda de la liga se divide en dos grupos en función de la clasificación ; en el primer grupo de equipos clasificados del 1-6 y en el segundo del 7-11. Después de la separación de cada equipo, juegan contra todos los demás de su grupo una vez en casa y una vez fuera . Después para los Play-Offs se clasifican los 8 primeros (los 6 del primer grupo más dos del segundo). Los cuartos de final consisten en series al mejor de tres y la semifinal y final se juegan en un formato al mejor de cinco.

## Equipos 2020-2021
| Equipos                    | Pabellones                             | Capacidad | Sede      |
| -------------------------- | -------------------------------------- | --------- | --------- |
| Crelan Okapi Aalstar       | Generali Forum                         | 2800      | Aalst     |
| Telenet Giants Antwerp     | Lotto Arena                            | 5218      | Amberes   |
| Proximus Spirou Charleroi  | Spiroudôme                             | 6300      | Charleroi |
| betFIRST Liège Basket      | Country Hall                           | 5500      | Lieja     |
| Stella Artois Leuven Bears | SportOase                              | 3500      | Lovaina   |
| Belfius Mons-Hainaut       | Mons Arena                             | 3700      | Mons      |
| BC Telenet Ostende         | Sleuyter Arena                         | 5000      | Ostende   |
| Basic-Fit Brussels         | Complexe sportif de Neder-Over-Hembeek | 1200      | Bruselas  |
| Kangoeroes Basket Mechelen | Winketaai                              | 1500      | Malinas   |
| Hubo Limburg United        | Sporthal Alverberg                     | 1730      | Hasselt   |

## Historial
| - 1928 Brussels A.C. - 1929 Daring B.C. - 1930 Brussels A.C. - 1931 Brussels A.C. - 1932 Daring B.C. - 1933 Brussels A.C. - 1934 Daring B.C. - 1935 Amicale Sportive - 1936 Amicale Sportive - 1937 Fresh Air - 1938 Fresh Air - 1939 Royal IV - 1940 - - 1941 - - 1942 Royal IV - 1943 - - 1944 - - 1945 - - 1946 Semailles - 1947 Semailles - 1948 Semailles - 1949 Semailles | - 1950 Semailles - 1951 Semailles - 1952 Royal IV - 1953 Royal IV - 1954 Royal IV - 1955 Hellas Gent - 1956 Antwerpse - 1957 Royal IV - 1958 Royal IV - 1959 Antwerpse - 1960 Antwerpse - 1961 Antwerpse - 1962 Antwerpse - 1963 Antwerpse - 1964 Antwerpse - 1965 RC. Mechelen - 1966 RC. Mechelen - 1967 RC. Mechelen - 1968 Standard Luik - 1969 RC. Mechelen - 1970 Standard Luik - 1971 Bus Fruit Lier - 1972 Bus Fruit Lier - 1973 R. Ford Antwerpse | - 1974 RC. Mechelen - 1975 RC. Mechelen - 1976 RC. Mechelen - 1977 Standard Luik - 1978 Fresh Air - 1979 Fresh Air - 1980 RC. Mechelen - 1981 Sunair Oostende - 1982 Sunair Oostende - 1983 Sunair Oostende - 1984 Sunair Oostende - 1985 Sunair Oostende - 1986 Sunair Oostende - 1987 R. Maes Pils Mechelen - 1988 Sunair Oostende - 1989 R. Maes Pils Mechelen - 1990 R. Maes Pils Mechelen - 1991 R. Maes Pils Mechelen - 1992 R. Maes Pils Mechelen - 1993 R. Maes Pils Mechelen - 1994 R. Maes Pils Mechelen - 1995 Sunair Oostende - 1996 Spirou Charleroi - 1997 Spirou Charleroi | - 1998 Spirou Charleroi - 1999 Spirou Charleroi - 2000 Racing Basket Antwerp - 2001 Telindus Oostende - 2002 Telindus Oostende - 2003 Spirou Charleroi - 2004 Spirou Charleroi - 2005 Euphony Bree - 2006 Telindus Oostende - 2007 Telindus Oostende - 2008 Spirou Charleroi - 2009 Spirou Charleroi - 2010 Spirou Charleroi - 2011 Spirou Charleroi - 2012 Telenet Oostende - 2013 Telenet Oostende - 2014 Telenet Oostende - 2015 Telenet Oostende - 2016 Telenet Oostende - 2017 Telenet Oostende - 2018 B.C. Oostende - 2019 B.C. Oostende - 2020 B.C. Oostende - 2021 B.C. Oostende |

## Títulos por equipos
| Clasificación | Equipo                   | Número Club | Títulos | Temporadas | División     |
| ------------- | ------------------------ | ----------- | ------- | --- | ------------ |
| 1             | Telenet BC Oostende      | 245         | 22      | 1981, 1982, 1983, 1984, 1985, 1986, 1988, 1995, 2001, 2002, 2006, 2007, 2012, 2013, 2014, 2015, 2016, 2017, 2018, 2019, 2020, 2021 | D1           |
| 2             | R. Maes Pils Mechelen    | 71          | 15      | 1965, 1966, 1967, 1969, 1974, 1975, 1976, 1980, 1987, 1989, 1990, 1991, 1992, 1993, 1994                                           | Desaparecido |
| 3             | Spirou Charleroi         | 284         | 10      | 1996, 1997, 1998, 1999, 2003, 2004, 2008, 2009, 2010, 2011                                                                         | D1           |
| 4             | R. Ford Antwerpse        | 49          | 8       | 1956, 1959, 1960, 1961, 1962, 1963, 1964, 1973                                                                                     | Desaparecido |
| 5             | Royal IV                 | 11          | 7       | 1939, 1942, 1952, 1953, 1954, 1957, 1958                                                                                           | Desaparecido |
| 6             | Semailles                | 38          | 6       | 1946, 1947, 1948, 1949, 1950, 1951                                                                                                 | Desaparecido |
| 7             | Fresh Air                | 3           | 4       | 1937, 1938, 1978, 1979 | Desaparecido |
| -             | Brussels A.C.            | 1           | 4       | 1928, 1930, 1931, 1933 | Desaparecido |
| 9             | Daring B.C.              | 2           | 3       | 1929, 1932, 1934 | Desaparecido |
| 10            | Standard de Liège Basket | 1272        | 2       | 1970, 1977 | Desaparecido |
| -             | Bus Fruit Lier           | 124         | 2       | 1971, 1972 | Desaparecido |
| -             | Amicale Sportive         | 7           | 2       | 1935, 1936 | Desaparecido |
| 13            | Euphony Bree             | 1093        | 1       | 2005 | Desaparecido |
| -             | Port of Antwerp Giants   | 71          | 1       | 2000 | D1           |
| -             | Hellas Gent              | 87          | 1       | 1955 | Desaparecido |
| -             | Standard de Liège Basket | 1188        | 1       | 1968 | Desaparecido |

## Finales
| Temporada | Campeón          | Resultado                                  | Subcampeón                                 |
| --------- | ---------------- | ------------------------------------------ | ------------------------------------------ |
| 2004–05   | Bree             | 3–1                                        | Spirou Charleroi                           |
| 2005–06   | Oostende         | 3–1                                        | Mons-Hainaut                               |
| 2006–07   | Oostende         | 3–2                                        | Bree                                       |
| 2007–08   | Spirou Charleroi | 3–0                                        | Bree                                       |
| 2008–09   | Spirou Charleroi | 3–0                                        | Mons-Hainaut                               |
| 2009–10   | Spirou Charleroi | 3–1                                        | Liège Basket                               |
| 2010–11   | Spirou Charleroi | 3–0                                        | Okapi Aalstar                              |
| 2011–12   | Oostende         | 3–2                                        | Spirou Charleroi                           |
| 2012–13   | Oostende         | 3–0                                        | Mons-Hainaut                               |
| 2013–14   | Oostende         | 3–2                                        | Okapi Aalstar                              |
| 2014–15   | Oostende         | 3–1                                        | Mons-Hainaut                               |
| 2015–16   | Oostende         | 3–1                                        | Okapi Aalstar                              |
| 2016–17   | Oostende         | 3–1                                        | Excelsior Brussels Basket                  |
| 2017–18   | Oostende         | 3–0                                        | Antwerp Giants                             |
| 2018–19   | Oostende         | 3–1                                        | Antwerp Giants                             |
| 2019–20   | Oostende         | Sin playoffs debido a la pandemia COVID-19 | Sin playoffs debido a la pandemia COVID-19 |
| 2020–21   | Oostende         | 3–1                                        | Belfius Mons-Hainaut                       |

## MVP de la Liga
| Temporada | Jugador                 | Equipo                 |
| --------- | ----------------------- | ---------------------- |
| 2000-01   | Virginijus Praškevičius | Oostende               |
| 2001-02   | Ralph Biggs             | Oostende               |
| 2002-03   | Marcus Faison           | Spirou Charleroi       |
| 2003-04   | Andre Riddick           | Spirou Charleroi       |
| 2004-05   | Marcus Faison           | Spirou Charleroi       |
| 2005-06   | George Evans            | Mons-Hainaut           |
| 2006-07   | Len Matela              | Antwerp Giants         |
| 2007-08   | D'or Fischer            | Bree                   |
| 2008-09   | Matt Lojeski            | Generali Okapi Aalstar |
| 2009-10   | Will Thomas             | Liège                  |
| 2010-11   | Demond Mallet           | Spirou Charleroi       |
| 2011–12   | Chris Copeland          | Generali Okapi Aalstar |
| 2012–13   | Matt Lojeski            | Oostende               |
| 2013–14   | Dušan Đorđević          | Oostende               |
| 2014–15   | Dušan Đorđević          | Oostende               |
| 2015–16   | John Tofi               | Okapi Aalstar          |
| 2016–17   | Jason Clark             | Antwerp Giants         |
| 2017–18   | Jean Salumu             | Oostende               |
| 2018–19   | Paris Lee               | Telenet Giants Antwerp |
| 2019–20   |                         |                        |
| 2018–19   | Vladimir Mihailović     | Okapi Aalst            |

## Mejor Jugador Belga del Año
| Temporada | Jugador                | Equipo                 |
| --------- | ---------------------- | ---------------------- |
| 1999-00   | Yves Dupont            | Antwerp Giants         |
| 2000-01   | Tomas Van Den Spiegel  | Oostende               |
| 2001-02   | Christophe Beghin      | Oostende               |
| 2002-03   | Roel Moors             | Spirou Charleroi       |
| 2003-04   | Roel Moors             | Spirou Charleroi       |
| 2004-05   | Yves Dupont            | Bree                   |
| 2005-06   | Jean-Marc Jaumin       | Oostende               |
| 2006-07   | Sam Van Rossom         | Oostende               |
| 2007-08   | Sam Van Rossom         | Oostende               |
| 2008-09   | Christophe Beghin      | Antwerp Giants         |
| 2009-10   | Christophe Beghin      | Antwerp Giants         |
| 2010-11   | Roel Moors             | Antwerp Giants         |
| 2011–12   | Jorn Steinbach         | Generali Okapi Aalstar |
| 2012–13   | Roel Moors             | Antwerp Giants         |
| 2013–14   | Maxime De Zeeuw        | Antwerp Giants         |
| 2014–15   | Pierre-Antoine Gillet  | Oostende               |
| 2015–16   | Quentin Serron         | Oostende               |
| 2016–17   | Olivier Troisfontaines | Okapi Aalstar          |
| 2017–18   | Jean Salumu            | Oostende               |
| 2019–20   |                        |                        |
| 2020–21   | Loïc Schwartz          | Oostende               |

## Jugador Joven del Año
| Temporada | Jugador               | Equipo                 |
| --------- | --------------------- | ---------------------- |
| 2008-09   | Maxime De Zeeuw       | Antwerp Giants         |
| 2009-10   | Jorn Steinbach        | Generali Okapi Aalstar |
| 2010-11   | Quentin Serron        | Oostende               |
| 2011–12   | Jean-Marc Mwema       | Antwerp Giants         |
| 2012–13   | Jean Salumu           | Oostende               |
| 2013–14   | Pierre-Antoine Gillet | Oostende               |
| 2014–15   | Vincent Kesteloot     | Generali Okapi Aalstar |
| 2015–16   | Hans Vanwijn          | Generali Okapi Aalstar |
| 2016–17   | Ismaël Bako           | Generali Okapi Aalstar |
| 2017–18   | Thomas Akyazili       | Antwerp Giants         |
| 2018–19   | Sigfredo Casero-Ortiz | Okapi Aalstar          |
| 2019–20   |                       |                        |
| 2018–19   | Vrenz Bleijenbergh    | Antwerp Giants         |